# Te Amo (bài hát của Rihanna)
Te Amo là một bài hát của nữ ca sĩ Rihanna. Bài hát được phát hành dưới dạng đĩa đơn thứ 6 và cuối cùng của album phòng thu thứ năm của cô ấy,Rated R. Bài hát này do Mikkel S. Eriksen, Tor Erik Hermansen, James Fauntleroy II, Rihanna sáng tác và StarGate tổ chức sản xuất. Nội dung bài hát về đề tài tình yêu đồng tính: nữ nhân vật cố gắng đối phó với ham muốn của một người phụ nữ khác.
Te Amo bằng tiếng Tây Ban Nha, tiếng Bồ Đào Nha và tiếng Latin nghĩa là "Tôi yêu em" nhưng nó cũng được coi là một cách chơi chữ, từ Temo (tiếng Tây Ban Nha nghĩa là "sợ"). Trước vẻ khát khao cuồng nhiệt của người yêu mình, lúc đầu nhân vật cảm thấy sợ. Sợ nhưng mà thích, thích nhưng mà sợ - đây là một đặc điểm của những người yêu, dù đồng tính hay khác tính. Bài hát này từng giành được những vị trí cao trong các bảng xếp hạng. Các nhà phê bình đánh giá cao nét gợi tình của băng video bài hát này.

## Video âm nhạc

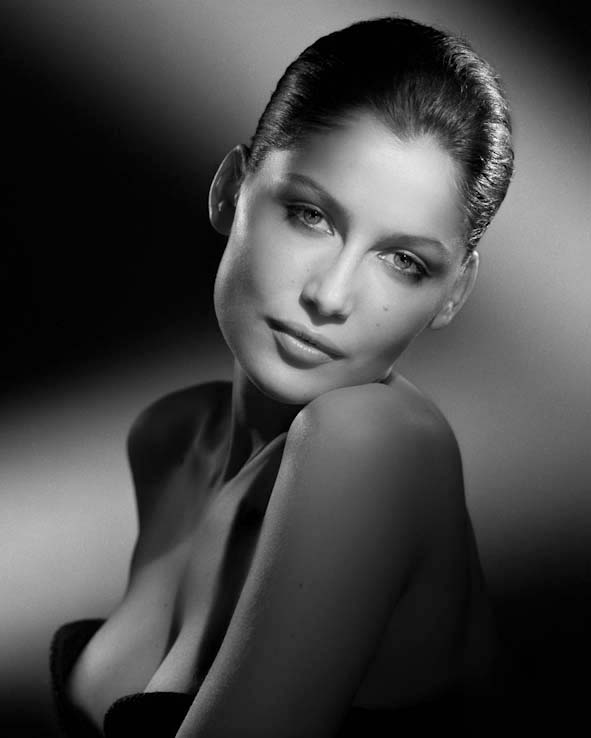
Siêu mẫu Laetitia Casta

Video âm nhạc của bài hát này được quay tại tòa lâu đài Vigny, Pháp trong các ngày 29 và 30 tháng 4 năm 2010 và được trình chiếu lần đầu vào ngày 28 tháng 10 năm 2010. Hai nhân vật chính, những người tình là nữ ca sĩ Rihanna và cô người mẫu Laetitia Casta nổi tiếng của Pháp. Casta đến tòa lâu đài cổ trên một chiếc xe hơi sang trọng và bước ra trong bộ trang phục gợi cảm, cố gắng để quyến rũ Rihanna, còn Rihanna lúc đầu chống lại nhưng sau đó đã bị vẻ đẹp gợi cảm của Casta chinh phục hoàn toàn. Tiếp đó là những cảnh gần gũi trong phòng khách, phòng ngủ...
Tạp chí Billboard đánh giá Te Amo là băng video gợi tình nhất của Rihanna. Cái hay của bài hát này còn ở chỗ đây là bài hát tiếng Anh nhưng nhân vật tỏ tình bằng một ngôn ngữ khác, hay ở cái vẻ đoán già đoán non, hay ở cái vẻ buồn buồn và cảm giác đẹp.

## Xếp hạng
| Bảng xếp hạng (2010)                                                                                           | Vị trí cao nhất |
| --- | --------------- |
| Australia (ARIA)                                                                                               | 22              |
| Austria (Ö3 Austria Top 40)                                                                                    | 11              |
| Belgium (Ultratop Flanders)                                                                                    | 10              |
| Belgium (Ultratop Wallonia)                                                                                    | 14              |
| Brazil (Billboard Hot 100)"Brasil Hot 100 Airplay". Billboard Brasil (Brasil: bpp) (2): 96. October 2009</ref> | 1               |
| Brazil (Billboard Hot Pop Songs)                                                                               | 1               |
| Canada (Canadian Hot 100)                                                                                      | 66              |
| Cộng hòa Séc (Rádio Top 100)                                                                                   | 6               |
| Denmark (Tracklisten)                                                                                          | 22              |
| European Hot 100 Singles                                                                                       | 18              |
| Finland (Suomen virallinen lista)                                                                              | 14              |
| Germany (Media Control Charts)                                                                                 | 11              |
| Hungary (Rádiós Top 40)                                                                                        | 7               |
| Hungary (Single Top 40)                                                                                        | 5               |
| Ireland (IRMA)                                                                                                 | 16              |
| Israel (Media Forest)                                                                                          | 10              |
| Italy (FIMI)                                                                                                   | 7               |
| Luxembourg Digital Song Sales (Billboard)                                                                      | 9               |
| Hà Lan (Dutch Top 40)                                                                                          | 31              |
| Norway (VG-lista)                                                                                              | 12              |
| Poland (ZPAV)                                                                                                  | 2               |
| Bồ Đào Nha Digital Song Sales (Billboard)                                                                      | 2               |
| Scotland (Official Charts Company)                                                                             | 21              |
| Slovakia (Rádio Top 100)                                                                                       | 34              |
| Sweden (Sverigetopplistan)                                                                                     | 48              |
| Switzerland (Swiss Music Charts                                                                                | 9               |
| UK Singles (Official Charts Company)                                                                           | 14              |
| UK R&B (Official Charts Company)                                                                               | 5               |

| Bảng xếp hạng (2010)                       | Vị trí |
| ------------------------------------------ | ------ |
| Austrian Singles Chart (Ö3 Austria Top 75) | 61     |
| European Hot 100 Singles                   | 81     |
| Italian Singles Chart                      | 36     |
| Swiss Singles Chart                        | 43     |

## Chứng nhận
| Region (provider)                | Certifications (sales thresholds) |
| -------------------------------- | --------------------------------- |
| Australia (ARIA)                 | Vàng                              |
| Italy (FIMI)                     | Vàng                              |
| Switzerland (Swiss Music Charts) | Vàng                              |
| United Kingdom (BPI)             | Bạc                               |